# Leptocerus colophallus
Leptocerus colophallus är en nattsländeart som beskrevs av Yang och Morse 1997. Leptocerus colophallus ingår i släktet Leptocerus och familjen långhornssländor. Inga underarter finns listade i Catalogue of Life.